# اروچ‌لو (آرتوین)
اروچ‌لو (به ترکی استانبولی: Oruçlu) یک منطقهٔ مسکونی در ترکیه است که در آرتوین واقع شده‌است. اروچ‌لو ۵۸ نفر جمعیت دارد.